# テラスモール湘南
テラスモール湘南（テラスモールしょうなん）は、神奈川県藤沢市辻堂神台一丁目の湘南C-X内に立地する複合商業施設である。事業主は特定目的会社湘南インベストメントで、住商アーバン開発株式会社が運営している。

## 概要
辻堂駅北口に、2011年（平成23年）11月11日にオープンした商業施設。湘南地域最大級の大型ショッピングモール。
辻堂駅北口と歩行者デッキで直結している。
関東特殊製鋼本社工場跡地を再開発する湘南C-Xの中核のA-1街区にあたり、湘南地域最大の同モールはC-X事業の目玉とされている。
2007年春に発表された当初計画は地上5階地下1階（一部6階）建て総床面積も約20万m2であったが、リーマンショック後の不況の影響で地下駐車場をなくす等規模が縮小され、完成も当初の予定より1年3カ月遅れることになった。
建物は地上4階建て（駐車場は一部5階まで）で、延床面積17万m2（うち、店舗面積は約6万3000m2）となった。
上層階へ向かって段丘状に外壁を後退させて緑を配置した緑の丘をイメージした建物となっている。
「人々が集う丘」をコンセプトに、相模湾に面した湘南エリアの特徴を活かしつつ、ファッションを中心に世界初や日本初出店、神奈川県内初出店の36店舗も含め281店舗が出店している。
当館に109シネマズが出店することの影響を受け、2010年（平成22年）8月31日にフジサワ中央が閉館することとなった。
開業前の想定では東は大船駅から西は小田原駅までの範囲を商圏として初年度売上高400億円を目指していたが、横浜市内や静岡県内からも集客して初年度は来館者数約2370万人で売上高は約509億円、2013年（平成25年）度の売上高が約522億円で神奈川県内のショッピングセンターではラゾーナ川崎プラザに次いで2位となるなど、順調に集客と売り上げを伸ばしている。
集客力が想定を上回ったため、平日の夕方や休日には周辺の道路が渋滞し、辻堂駅北口を発着する路線バスの遅延の慢性化などの弊害も生じている。
主要施設の営業時間はスーパー、コンビニエンスストア、映画館、飲食店を除き10時から21時までとなっている。
フロアは各階ごとに個別のコンセプトを持つ。
- 1階 - 食料品（サミットストア等）とファッション（ユニクロ等）を中心とした「デイリーフロア」

「湘南マルシェ」と称する食品販売ゾーンと、「湘南ヴィレッジ」と称する戸建店舗ゾーンがある。
- 2階 - ファッション中心の「都市型ファッションフロア」
- 3階 - ホビー雑貨とファッションの「カジュアルアイテムフロア」

「潮風キッチン」と称するフードコートがある。
- 4階 - 書籍（有隣堂）、家電（ノジマ）、映画館（109シネマズ）の「時間消費型フロア」

## テナント
- ユニクロ（1階）
- GLOBAL WORK（1階）
- サミット（1階）
- 無印良品（2階）
- H&M（2階）
- ZARA（2階）
- SPORTS DEPO フラッグシップストア（3階）
- Loft（3階）
- アカチャンホンポ（3階）
- 109シネマズ湘南（4階）
- nojima（4階）
- 有隣堂（4階）

### 109シネマズ湘南
109シネマズ湘南（いちまるきゅうシネマズしょうなん、英語: 109CINEMAS SHONAN）は、テラスモール湘南4階に所在するシネマコンプレックス。2011年11月11日に開業した。10スクリーン合計で2045人を収容できる。2021年10月1日より、当館のシアター10のIMAXデジタルシアターをIMAXレーザーに改修。運営は東急レクリエーション、建築・設計は東映建工が行っている。
| No. | 座席数 | 座席数               | 座席数 | 備考                       |
| No. | 通常   | エグゼクティブシート | 車椅子 | 備考                       |
| --- | ------ | -------------------- | ------ | -------------------------- |
| 1   | 242    | 20                   | 3      |                            |
| 2   | 393    | 32                   | 4      | SAION対応                  |
| 3   | 213    | 14                   | 2      |                            |
| 4   | 167    | 7                    | 2      |                            |
| 5   | 140    | 7                    | 2      |                            |
| 6   | 127    | 7                    | 2      |                            |
| 7   | 161    | 7                    | 2      |                            |
| 8   | 75     | 7                    | 2      |                            |
| 9   | 84     | 9                    | 2      |                            |
| 10  | 278    | 32                   | 2      | IMAXレーザー対応スクリーン |

## 沿革
- 2010年（平成22年）9月29日 - 着工[14][15]。
- 2011年（平成23年）
  - 10月18日 - 民間都市再生事業計画認定制度による認定を受ける[15]。
  - 10月21日 - 竣工[15]。
  - 11月11日 - 開業[1]。